# Atefeh Sahaaleh
Atefeh Sahaaleh, persiska: عاطفه رجبی سهاله, född 21 september 1987 i Nekā, Iran, död 15 augusti 2004 i Neka, var en iransk kvinna som avrättades för äktenskapsbrott och brott mot kyskheten efter att ha blivit våldtagen upprepade gånger.
Atefeh Sahaaleh blev flera gånger våldtagen av den 51-årige Ali Darabi. Hon dömdes till fängelse och 100 piskrapp för brott mot kyskheten. I fängelset blev hon torterad och våldtagen av fängelsevakter. År 2004 dömdes Sahaaleh till döden och avrättades genom hängning, 16 år gammal.